# Ants Laikmaa
Ants Laikmaa   (Vigala Rural Municipality, 5 de maig de 1866 - Kadarpiku, 19 de novembre de 1942) va ser un pintor estonià.

## Biografia

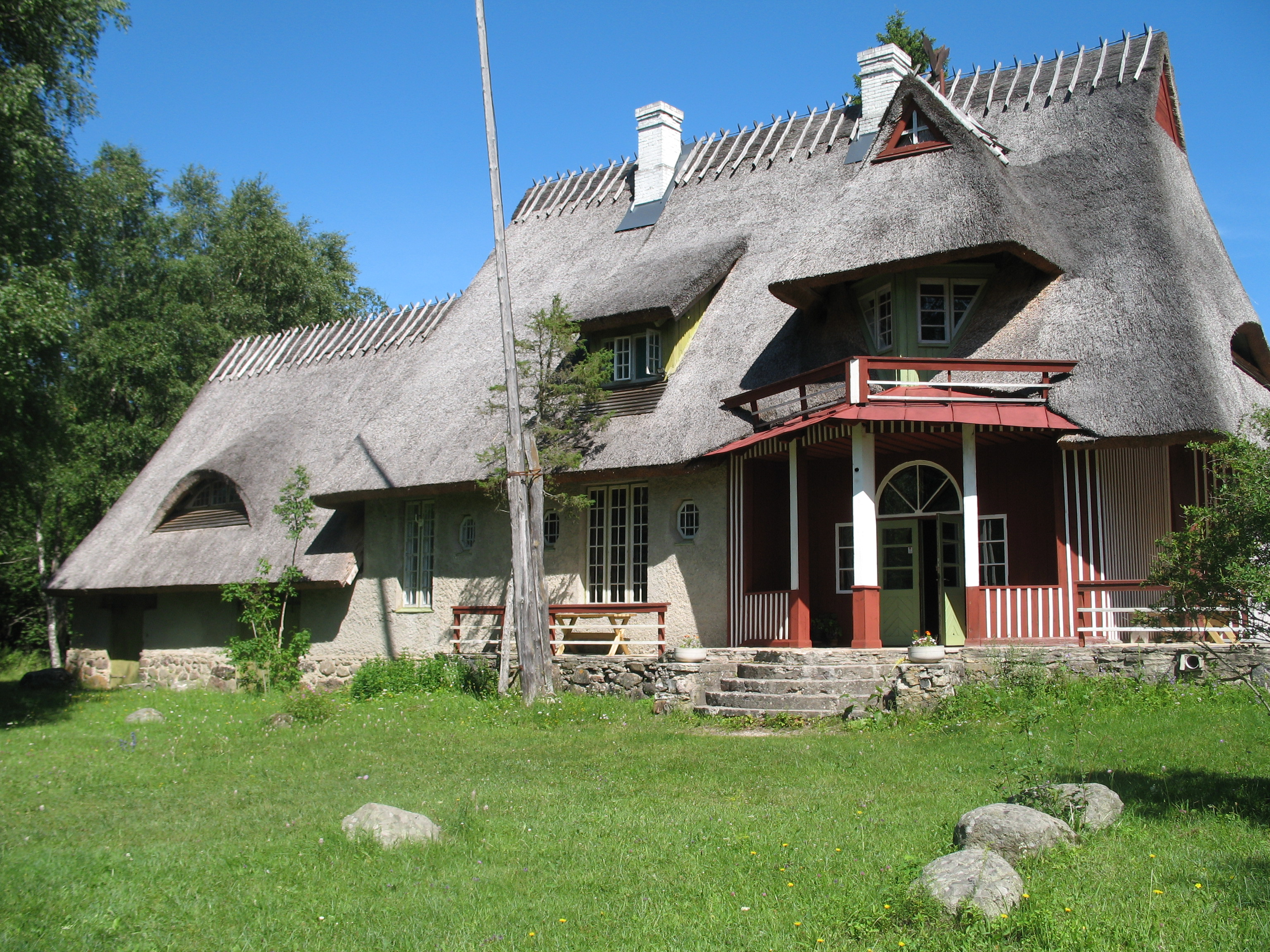
Casa de Laikmaa a Kadarpiku, dissenyada per ell mateix, ara un museu

Ants Laikmaa (fins al 1935 Hans Laipman) va néixer a la granja Paiba a Araste, poble de la parròquia de Märjamaa. Era el 13è fill d'una família pobre d'Estònia. Va assistir a escoles a Velise, Haapsalu i Lihula. La seva mare va morir quan ell era un nen. Laikmaa va descobrir aviat el seu interès per la pintura. Va estudiar de 1891 a 1893 i 1896/97 a l’Acadèmia d'Art de Düsseldorf. De 1897 a 1899 va estar treballant a Düsseldorf. Està associat a l’escola de pintura de Düsseldorf. A la tardor de 1899, va tornar a Tallinn. De 1900 a 1907 Laikmaa va treballar com a artista a Tallinn i Haapsalu. Els seus estudis el van portar a Bèlgica, França, Àustria, Finlàndia i els Països Baixos. El 1901, va organitzar la primera exposició d'art d'Estònia a Tallinn, seguida de la primera exposició d'art a Tartu el 1906. El 1903, va fundar un estudi a Tallinn, on entre els seus estudiants hi havia Otto Krusten. El 1907 va fundar l’Associació d'Art d'Estònia (Eesti Kunstiselts).

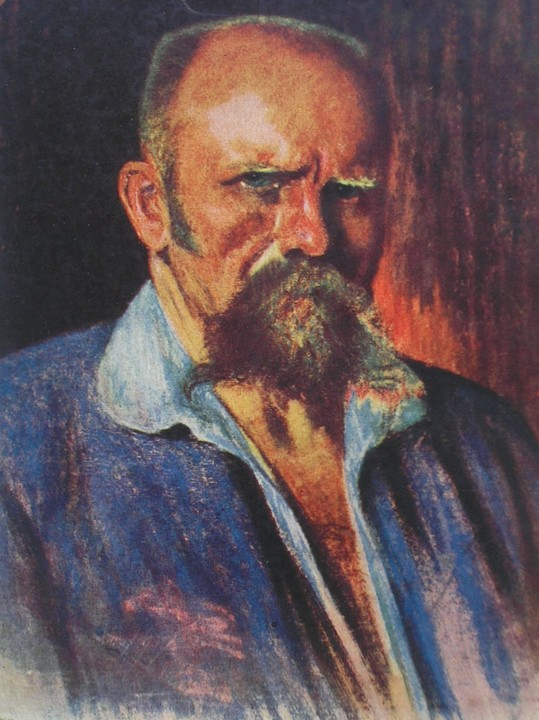
Autoretrat de Ants Laikmaa, 1920

L'any 1904, Laikmaa, de 38 anys, va conèixer el gran amor de la seva vida, la Marie Under, de 21 anys, una de les poetes més conegudes de l'època. El mateix any, va pintar dos retrats d'ella, considerats els més coneguts dels quadres de Laikmaa. De 1907 a 1909, va estar principalment a Finlàndia. De 1909 a 1913, va viatjar a les principals ciutats d'art d'Europa. Va viure del 1910 al 1912 a Capri i Tunísia. De 1913 a 1931, Laikmaa va treballar com a artista independent i professor d'art a Tallinn. Entre d'altres, entre els seus alumnes hi havia el jove Alfred Rosenberg. El 1927 va néixer la seva única filla Aino Marie (més tard Anu Kilpiö, va morir el 1969), fill de la seva model sobrenomenada "Miku". El 1932, Laikmaa es va instal·lar a Taebla al comtat de Lääne, a la seva granja del poble de Kadarpiku dissenyada amb un parc de 7 hectàrees, on va romandre i va treballar fins al final de la seva vida. Ants Laikmaa va morir el novembre de 1942 a Kadarpiku, on també està enterrat. Laikmaa va romandre solter tota la seva vida. La seva granja es va obrir l'any 1960 com a museu de la seva vida i obra.

## Obra
Ants Laikmaa és conegut sobretot per la seva pintura pastel. Va portar l'impressionisme a Estònia, i sovint va pintar paisatges, la majoria amb colors nítids. També són coneguts els seus retrats de l'elit intel·lectual i artística d'Estònia. També va ser políticament actiu. Sobretot, va promoure la formació i la promoció de l'art estonià i va ser un dels fundadors del Museu Nacional d'Estònia (Eesti Rahva Muuseum) a Tartu.

## Obres més conegudes
- Autoretrat (1902)

- Lääne neiu (1903; 'Donzella del comtat de Lääne')

- Retrat de Marie Under (1904)

- Vigala taat (1904; 'Ancià de Vigala')

- Retrat d’August Kitzberg (1915)

## Galeria

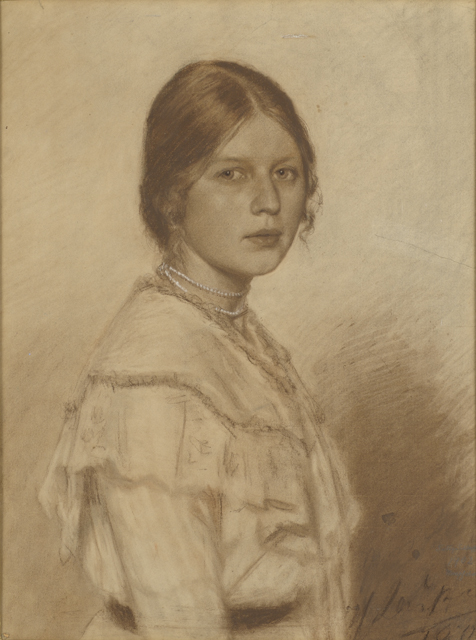
Retrat d'una dama (Tutti Schlaff) (1902)
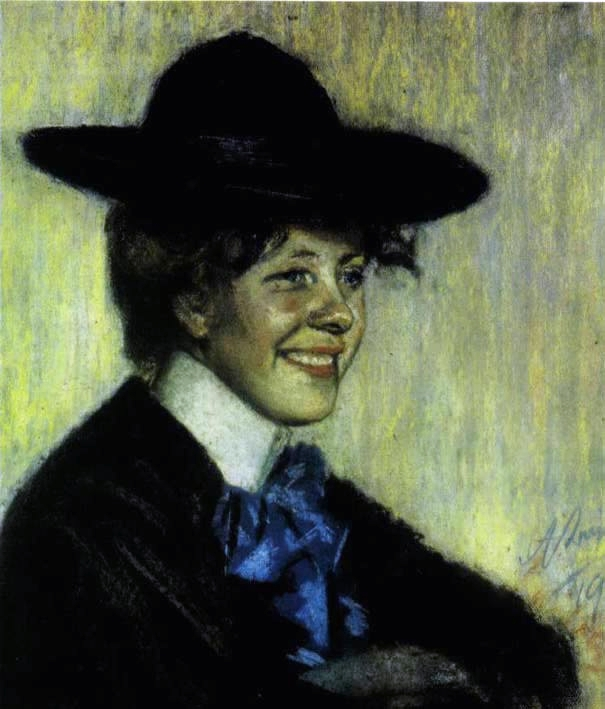
Retrat de Marie Under (1904)
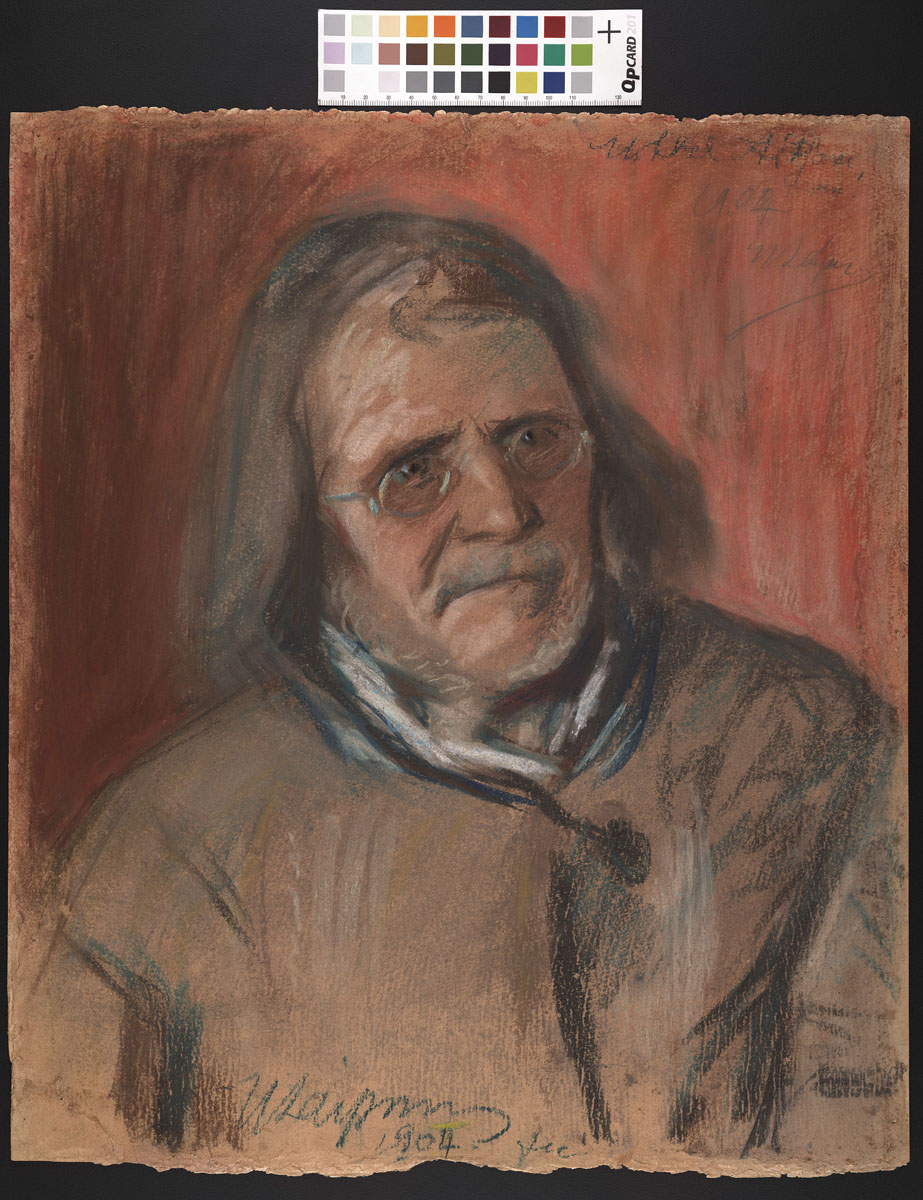
Old Aitsam (1904)
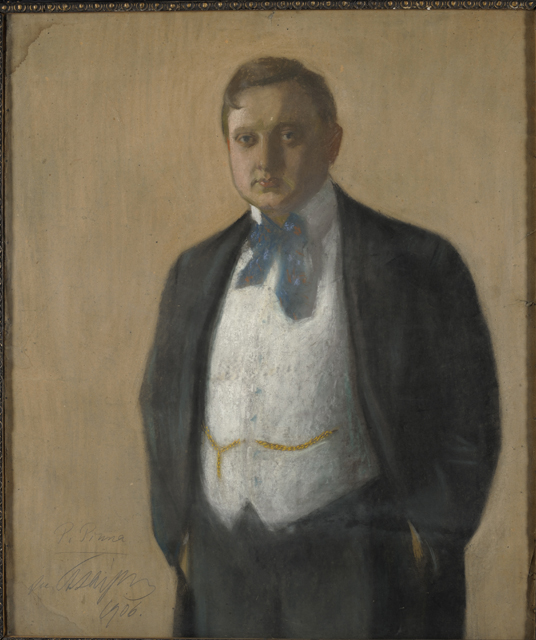
Retrat de Paul Pinna (1906)
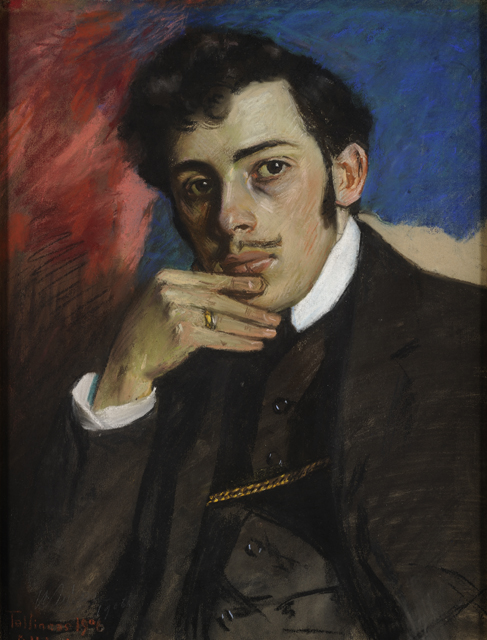
Retrat d'Eugen Schäfer (1906)
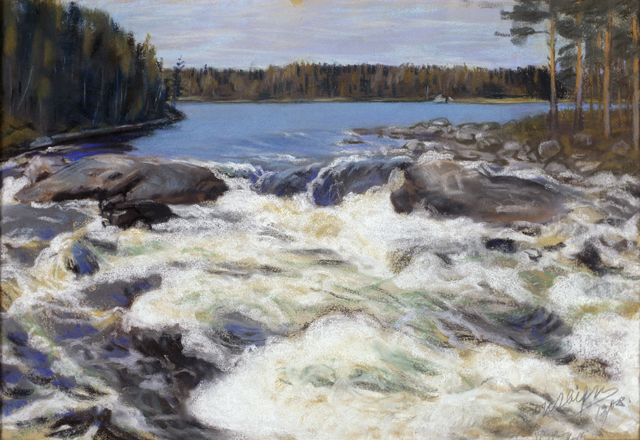
Vallinkoski (1908)
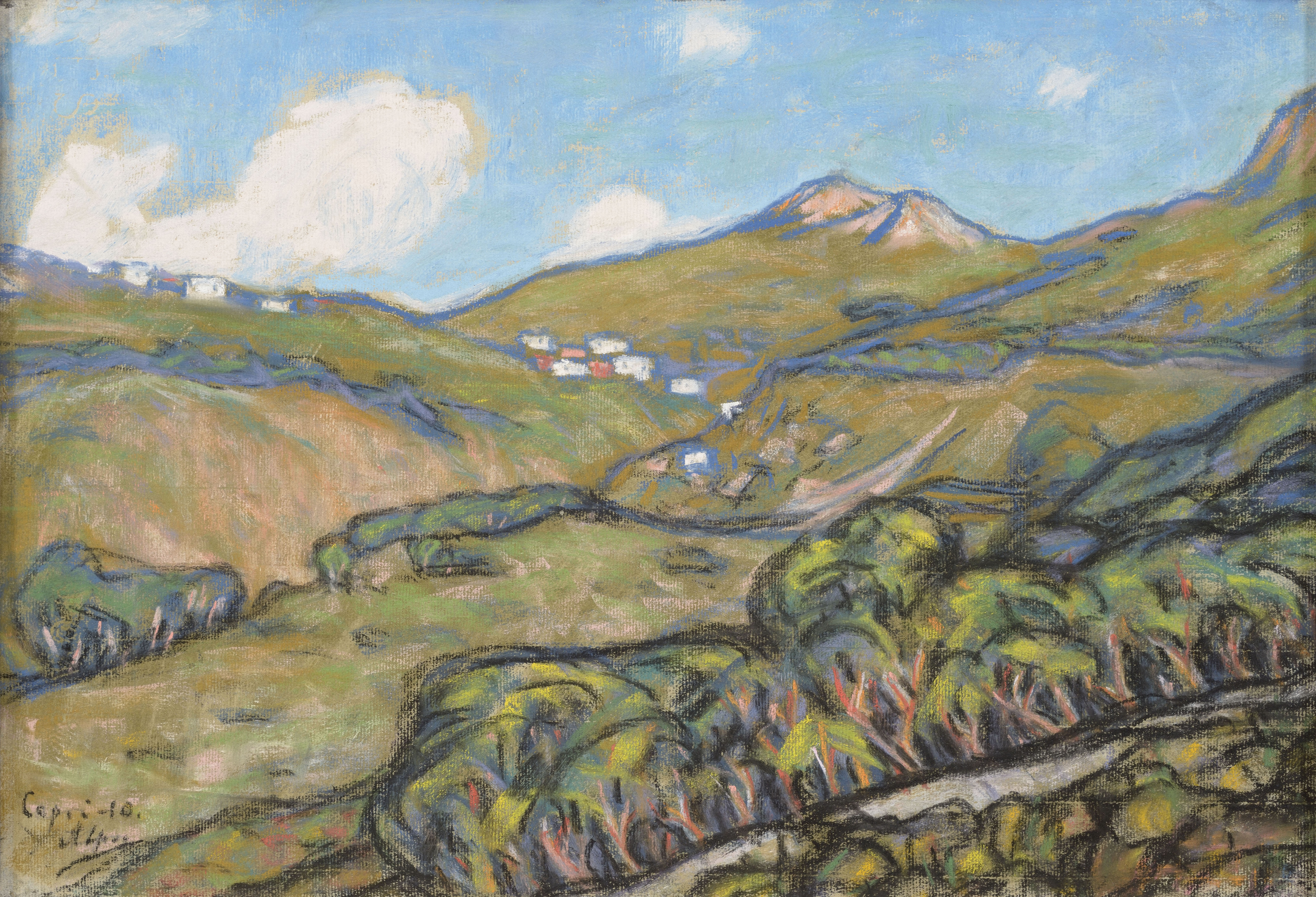
Paisatge de Capri (1910)
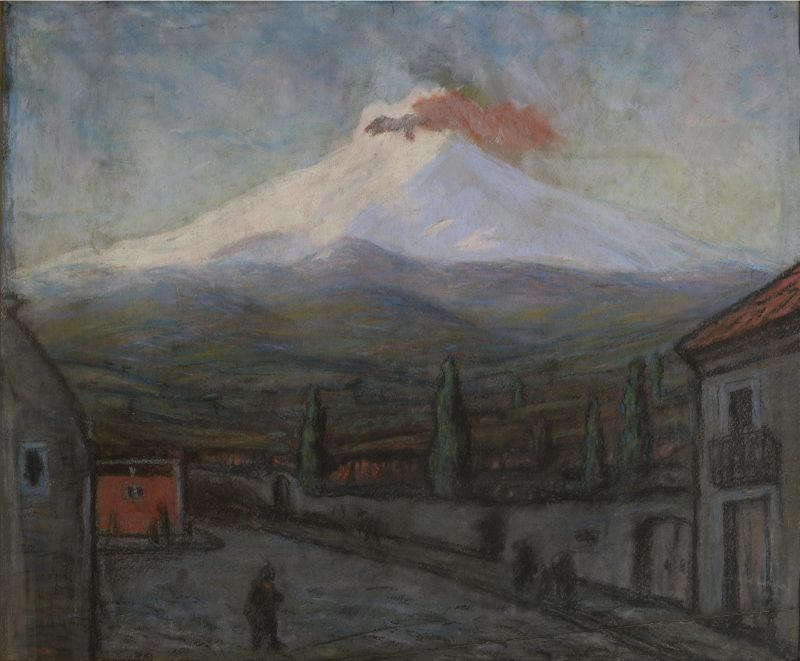
Etna (1910)
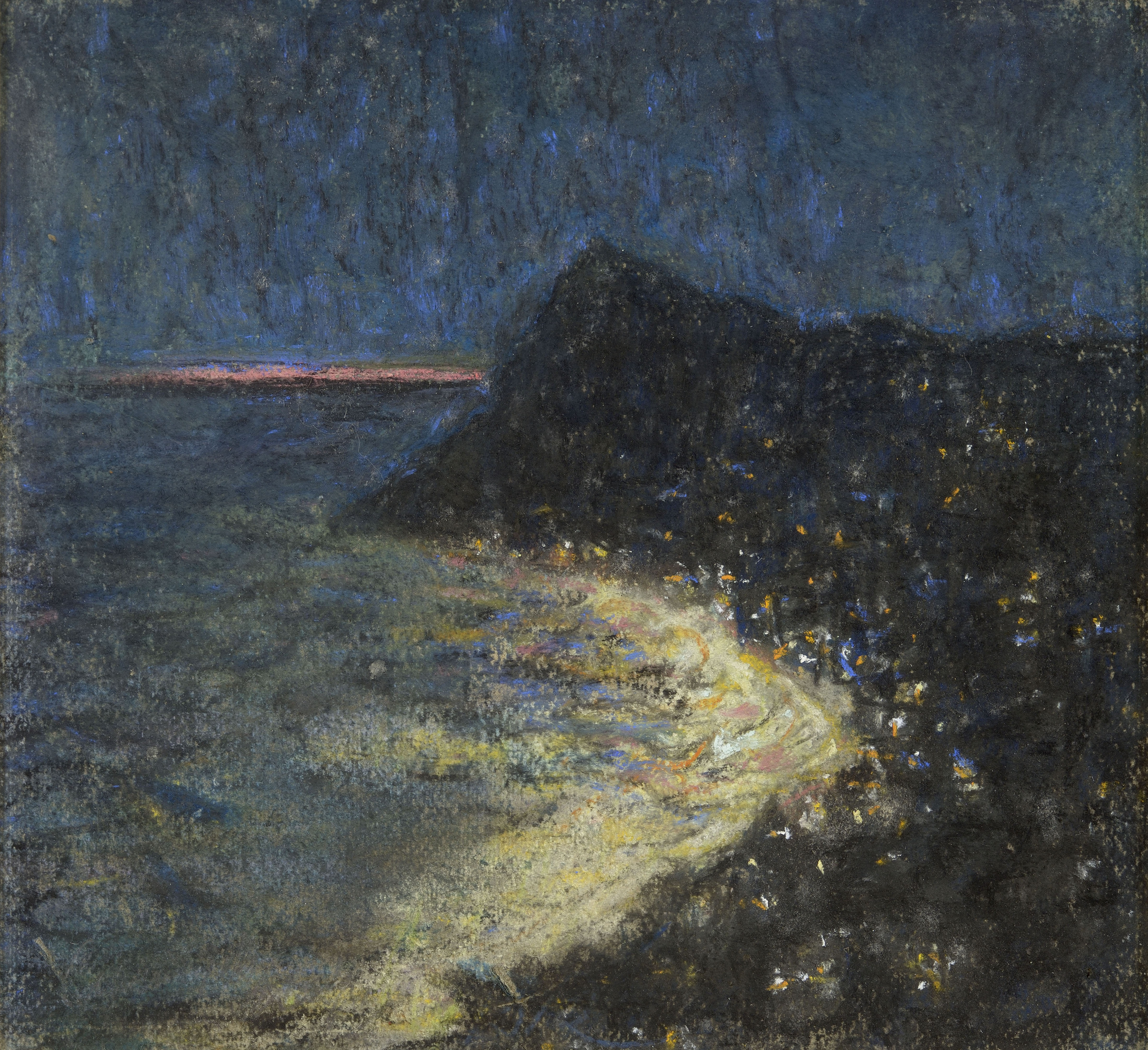
Motiu nocturn de Capri (1910)
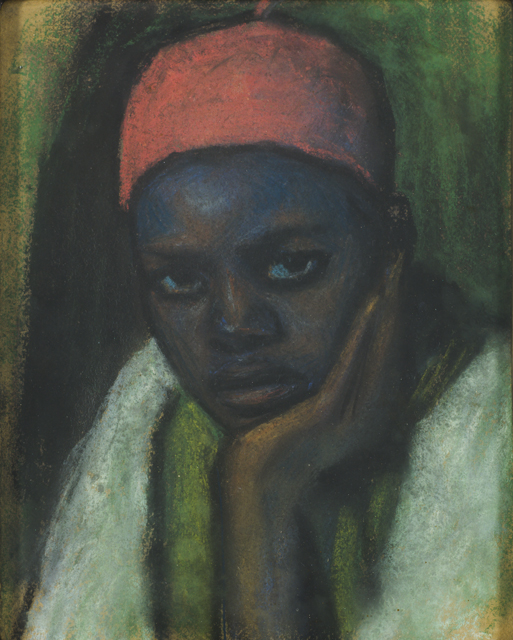
Noi negre (1910-1912)
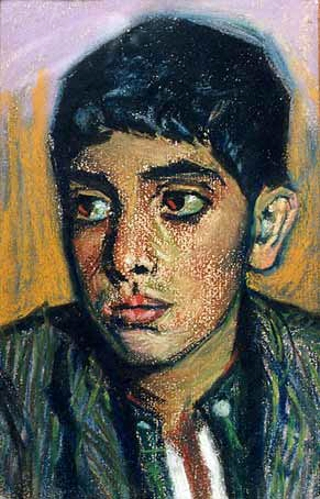
Noi italià (1911)
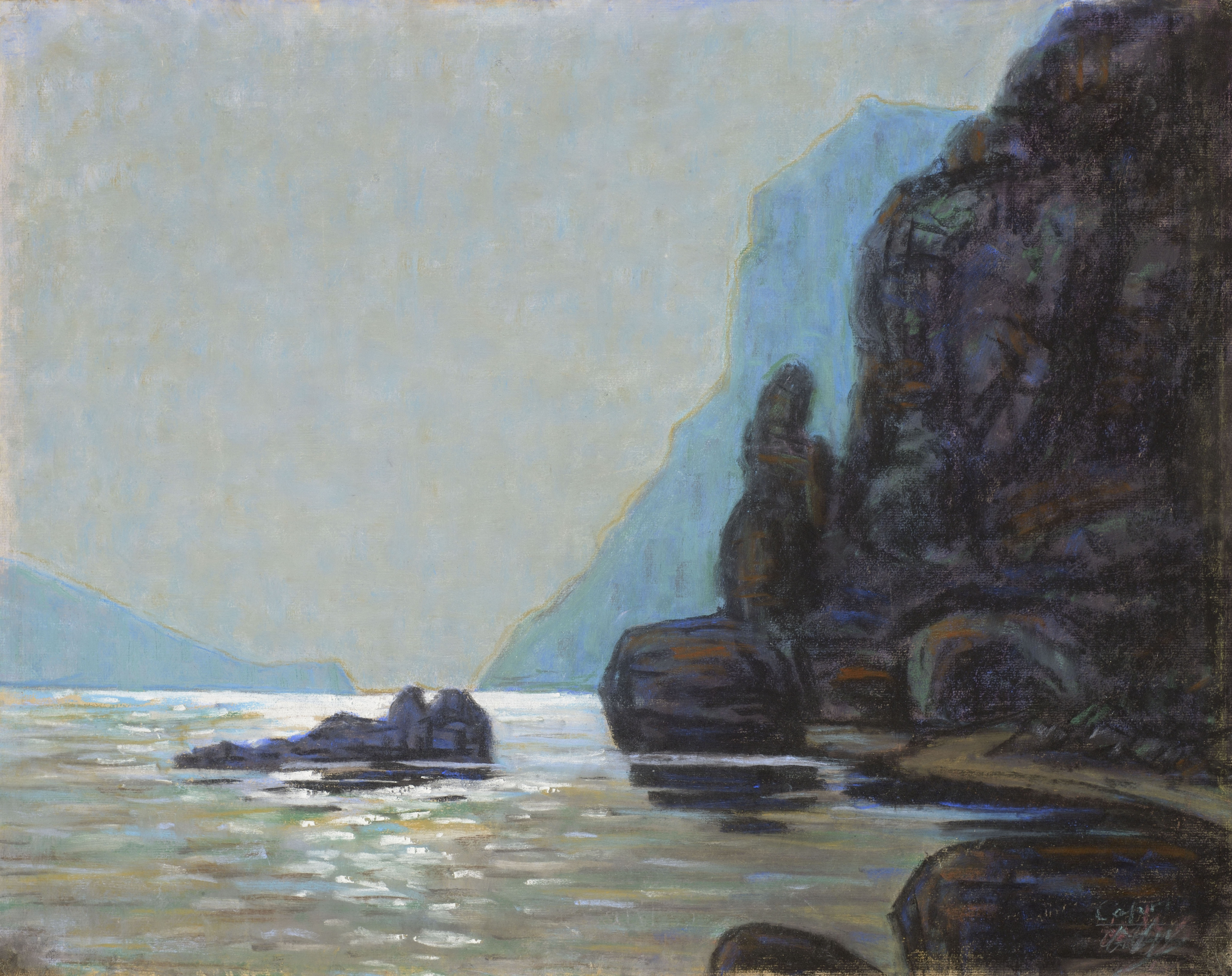
Vista des de Capri (1911-1912)
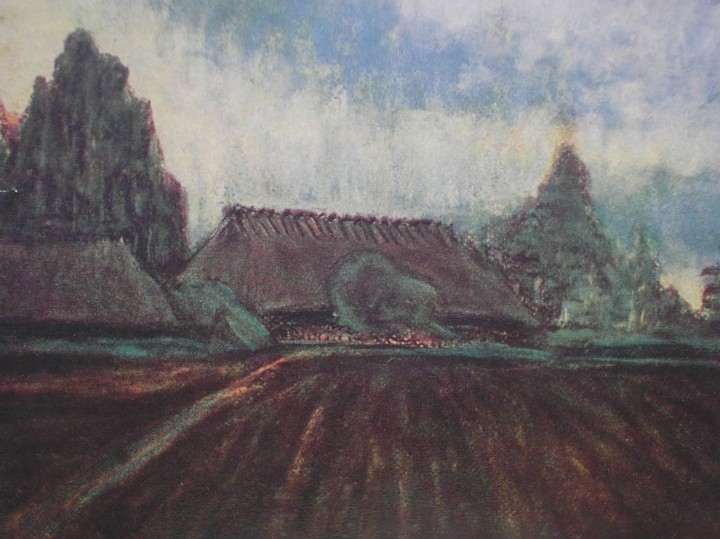
Granja antiga (1913)
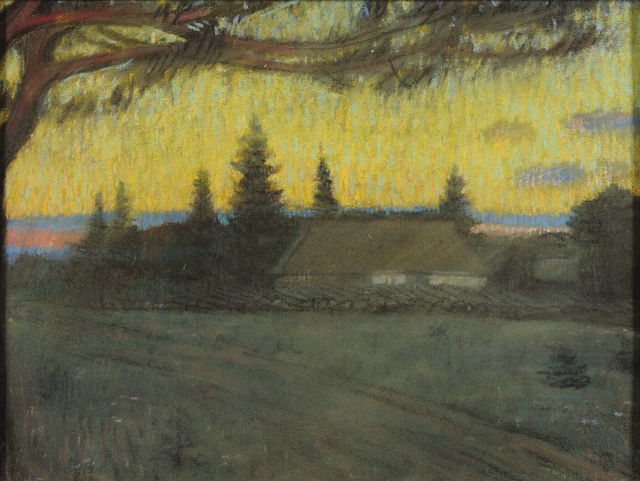
Granja Läänemaa (1918)
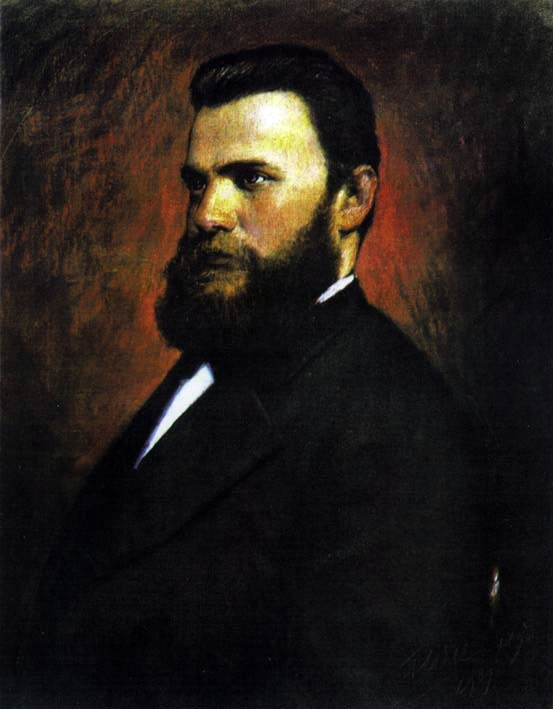
Retrat de Carl Robert Jakobson (1920)
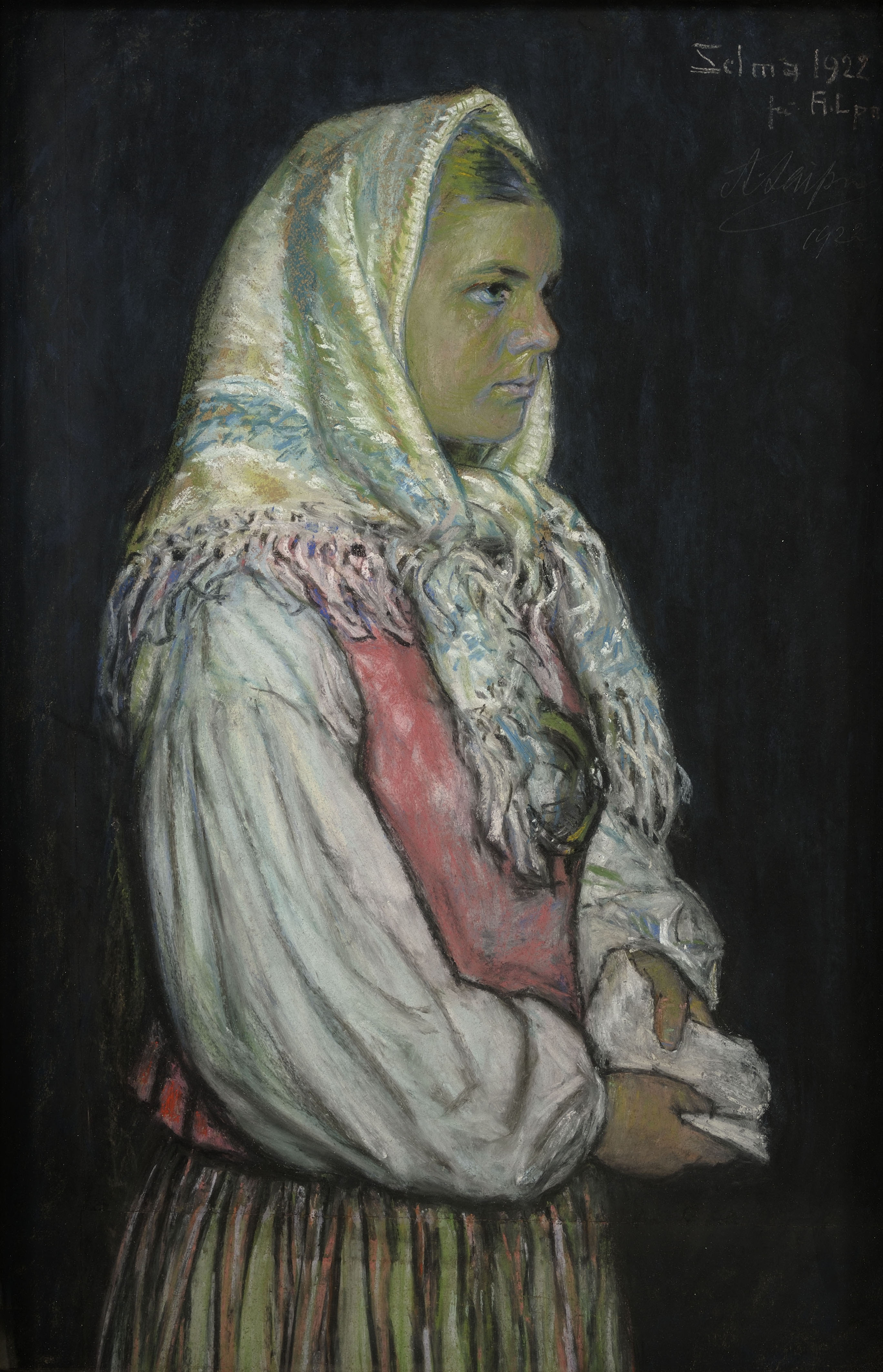
Selma (1922)
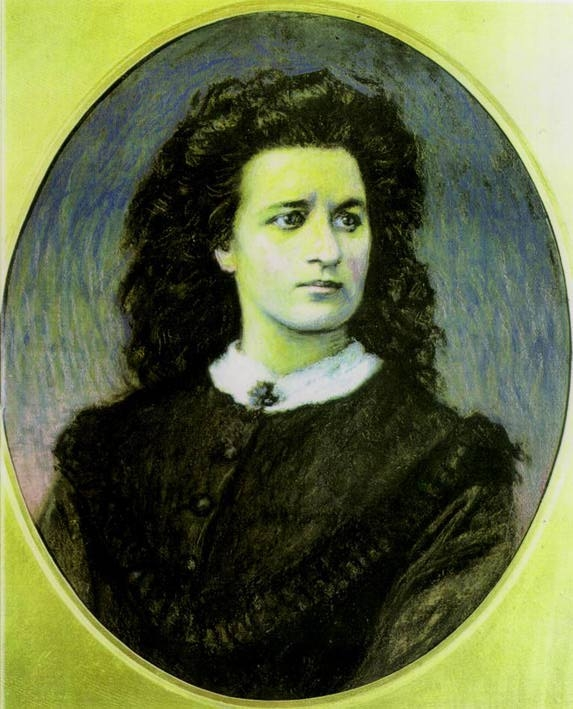
Retrat de Lydia Koidula (1924)
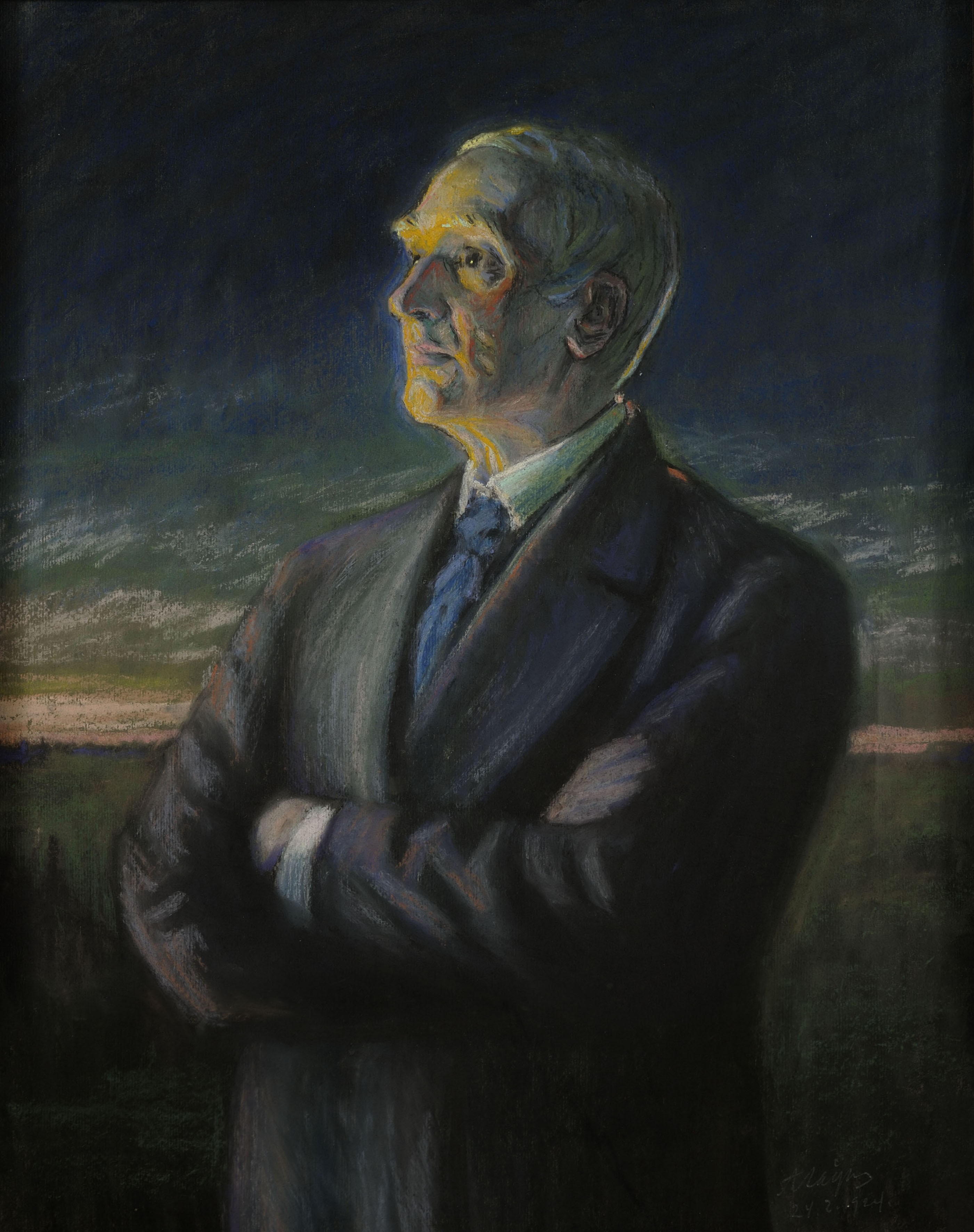
Retrat del P.R. Kreutzwald (1924)
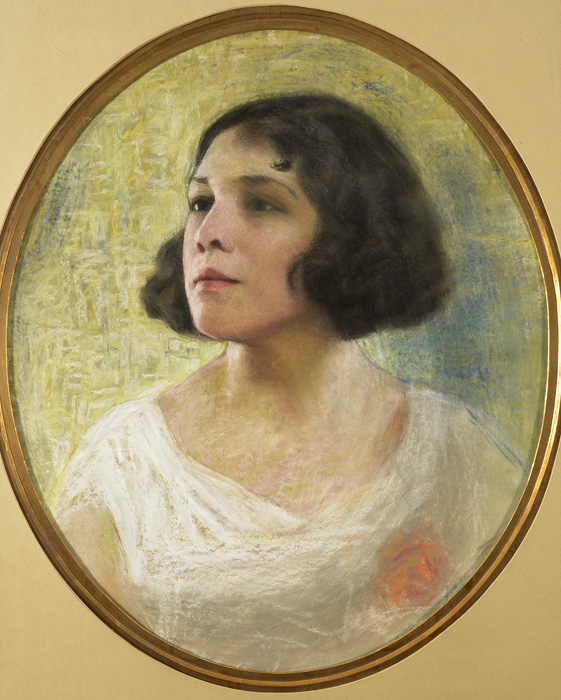
Retrat d’Hilda Gleser (1932)
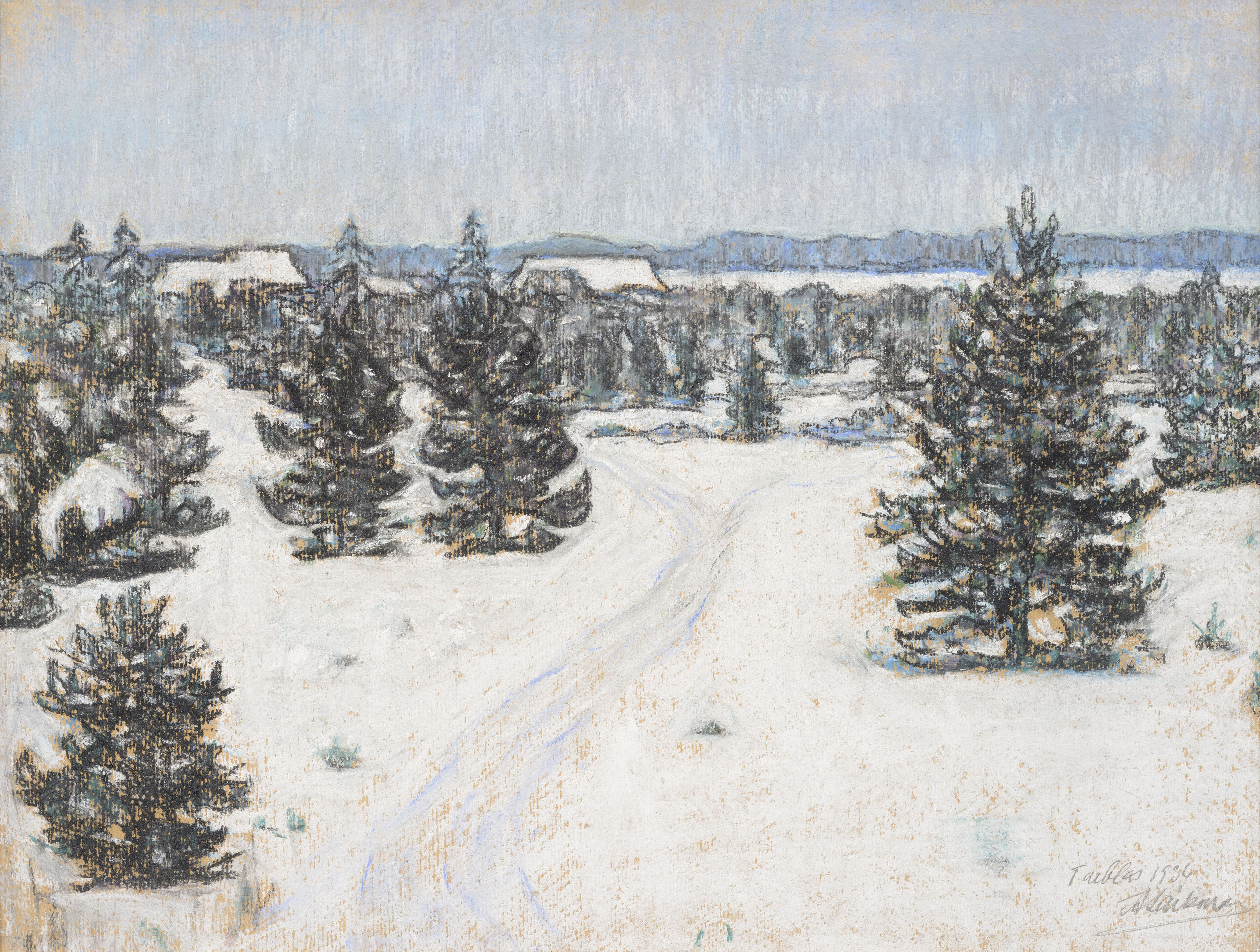
Paisatge de Taebla (1936)
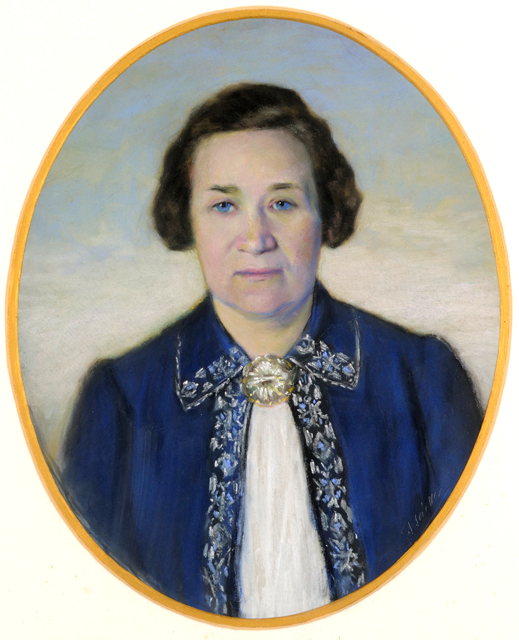
Retrat de Linda Eenpalu (1938)